# Mariusz Szczygieł
Mariusz Adam Szczygieł ([ščigieu], 2. p. [ščigua], * 1966 Złotoryja) je polský novinář a spisovatel, čechofil propagující ve své vlasti současnou českou kulturu i zvyky.

## Životopis
Vystudoval Ekonomické lyceum Štefana Žeromského v Legnici (1985) a politické vědy a žurnalistiku na Varšavské univerzitě (2000).
Jako šestnáctiletý se stal dopisovatelem skautského týdeníku Na przełaj. Přes komunistickou cenzuru měl magazín poměrně značnou svobodu ve volbě témat, kterými se zabýval. Výsledkem toho byly na svou dobu šokující Szczygiełovy reportáže o životě náctiletých gayů, pronásledovaných a neakceptovaných svým okolím. Cyklus se jmenoval „Rozhřešení“ a vyvolal tak velkou odezvu čtenářské obce, že se Na przełaj stalo v letech 1986–1987 jedním z nejčtenějších polských týdeníků pro mládež.
Obrovskou vlnu odporu polských katolických kruhů zdvihl v roce 1993 reportáží „Polský onanismus“, kterou otiskla Gazeta Wyborcza ve svátečním vydání mezi esejí Czeslawa Milosze a rozhovorem s Václavem Havlem. Popsal v ní sexualitu polské mládeže jinak, než byla prezentována v příručkách Ministerstva školství a tělovýchovy. Tato reportáž nebyla jen provokací, ale především první vlaštovkou sexuální revoluce, jejíž šíření nebylo v Polsku pro komunistickou minulost země a její silnou katolickou tradici tak rychlé jako v jiných evropských zemích. Szcygiełova reportáž vedla k rozsáhlé polemice na stránkách katolického tisku a někteří čtenáři na protest odesílali redakci výtisky sváteční přílohy zpět.
Szczygieł se stal jedním z nejznámějších polských novinářů. Společně s generačními souputníky Wojciechem Tochmanem a Jackem Hugo-Baderem je jmenován ve všech zahraničních antologiích věnujících se polskému umění reportáže. Reportáž „Vezmi nás do Diamantu“ o společnosti Amway inspirovala dokumentární film Henryka Dederka „Vítejte v životě“, jehož promítání bylo soudně zakázáno.
Od roku 2001, poté, co ukončil spolupráci s TV Polsat, se věnuje kultuře a historii Československa, respektive České republiky. Na podzim 2006 publikoval knihu esejistických reportáží Gottland mapující posledních sto let české historie.
Małgorzata Szejnertová o něm v předmluvě k výběru z reportáží Neděle, která se přihodila ve středu, napsala: „píše skvěle, zná váhu slova, významu, pointy a především fakt.“

## Kariéra
- 1986–1990 – reportér Na przełaj
- 1990–1996 – reportér Gazety Wyborczé
- 1995–2001 – spoluautor (s Witoldem Orzechowským) a moderátor talk show Na każdy temat w TV Polsat
- 1997–1998 – přednáší na Evropské žurnalistické škole (Ecole Superieure de Journalisme de Lille / Varšavská univerzita)
- 2000–2003 a 2006 – přednáší reportáž na Institutu žurnalistiky Varšavské univerzity
- od 2002 – novinář a reportér Gazety Wyborczé
- od srpna 2004 – zástupce šéfredaktora přílohy Velký formát a zástupce vedoucího oddělení reportáže v Gazetě Wyborczé

## Ocenění
- Cena polské žurnalistické asociace za zvláštní přínos žurnalistice (1993)
- Křišťálové zrcadlo za odvahu klást otázky (1996)
- Cena TV Polsat za nejlepší talk-show (1997)
- Cena polského primase a Nadace pro propagaci zdravého životního stylu (2000)
- Cena Melchior za žurnalisticky přínosné zaujetí Českou republikou a Československem (2004)

### Ocenění a nominace knihy Gottland
- Varšavská literární premiéra cena vydavatelů (2007).
- Nike 2007 cena čtenářů (2007).
- Cena Beaty Pawlak (2007).
- Cena Krakovského klubu reportáže za „nejlepší reportáž vydanou v posledních letech“ (2007).
- Angelus 2007 nominováno jako „nejlepší středoevropská kniha“ (2007).
- Evropská knižní cena (2009) [1]

### Reportáže publikované v antologiích
- Kraj Raj, Warszawa 1993;
- Wysokie Obcasy. Twarze, Warszawa 2003;
- Ouvertyr till livet, Stockholm 2003;
- La vie est un reportage. Anthologie du reportage litteraire polonais, Montricher 2005;
- Von Minsk nach Manhattan. Polnische reportagen, Wien 2006.

Publicistika také v: CKM, Fluid, Gazeta Wyborcza, Konfrontacje, Na przełaj, Polityka, Radar, Viva! Press, Kultura (Paříž), Culture Europe (Paříž); Uncaptive Minds (Washington), Die Presse (Vídeň)